# افتراض ضمني
الافتراض الضمني أو الافتراض المضمر هو وصف أو افتراض في البلاغة وعلم البيان يقوم على أساس حجة منطقية أو قرار أو حكم لم يتم التعبير عنه صراحة من قبل القائل لكن يفهم المتلقي بطريقة لاوعية المغزى المضمر من ورائه. يمكن أن تكون هذه الافتراضات بناءً على تجارب شخصية للمتحدث، أو مصدرًا للمفارقات الواضحة وسوء الفهم أومقاومة للتغيير في السلوك التنظيمي البشري.
يعرف عالم اللسانيات أوزفالد ديكرو بأنه «قول شيء ما دون تحمل المسؤولية عن قوله. وهو ما يرقى إلى الاستفادة من براءة الصمت وفاعلية الخطاب.» حيث الإستراتيجية تقتضي من المتحدث تقليل مسؤوليته في الكلام إلى المعنى الحرفي، أما المغزى أوالمخرجات الضمنية فتترك مسؤوليتها للمتلقي.
في الفلسفة البيرونية، تعد مشكلة الافتراض المضمر أحد الاستعارات الخمسة للفيلسوف أغريبا والتي يثبت من خلالها أنه لا يوجد أساس آمن للاعتقاد.

## مؤلفات
- Edgar H. Schein, Organizational Culture and Leadership, Jossey-Bass, 2004, (ردمك 0-7879-7597-4)